# Nicolae Popea
Nicolae (Neagoe) Popea (n. 17 februarie 1826 (S.N. 29 februarie), Satulung, Brașov – d. 26 iulie 1908 (S.N. 8 august), Caransebeș) a fost un episcop, istoric și cărturar român, membru titular al Academiei Române din 1899. Nicolae Popea a fost membru în Camera Magnaților.
A fost secretarul particular al lui Andrei Șaguna, anii petrecuți alături de acesta permițând să scrie o apreciată biografie.
Nicolae Popea a pronunțat discursul de recepție Archiepiscopul și mitropolitul Andreiu baron de Șaguna în ședința solemnă a Academiei Române din 13 martie (S.N. 26 martie) 1900, răspunsul fiind pronunțat de academicianul Dimitrie A. Sturdza-Miclăușanu.